# Goronyosaurus
Goronyosaurus ist eine Gattung der Mosasaurier aus der späten Oberkreide. Es wurde eine Art beschrieben, Goronyosaurus nigeriensis. Seine fossilen Überreste wurden in den sogenannten „Mosasaur Shales“ im Distrikt Goronyo im nigerianischen Bundesstaat Sokoto gefunden.

## Merkmale
Goronyosaurus konnte sieben Meter lang werden, bei einer Schädellänge von 62 cm. Morphologisch weicht er stark von anderen Mosasauriern ab und ist mit keinem anderen näher verwandt. Sein schwer gebauter Schädel läuft zum Ende nicht spitz zu, das Rostrum ähnelt vielmehr einem langen Zylinder. Schädel und Gebiss hatten Ähnlichkeit mit dem der Krokodile und besitzen zehn verlängerte Fangzähne, die bei geschlossenem Maul in eine Lücke oder ein Loch des gegenüberliegenden Kiefers griffen. Seine Kiefer waren relativ länger als die anderer Mosasaurier, die Kiefermuskeln saßen weit hinten und ermöglichten einen schnellen Zubiss. Seine Augen waren klein, Geruchs- und Tastsinn sollen aber ausgeprägt gewesen sein. Eine Untersuchung der Fangzähne zeigte, dass sie eher dazu geeignet waren, Fleisch zu schneiden, als Knochen zu brechen. Wahrscheinlich lebte er in Biotopen mit trüberem Wasser, wie Flussmündungen, und ernährte sich von anderen Reptilien und von großen Fischen.